# 齡光望
齡光望（越南语：／，1895年—1946年），越南阮朝官員。

## 生平
1895年，齡光望出生於越南北方高平省。
1914年，畢業於河內保護中學，同年，在祕書－翻譯員比賽中取得第一名成績。
1945年3月9日，日軍在法屬印度支那發動代號爲「明號作戰」的政變，在諒山消滅法軍的力量後，日本人維持了法國殖民時期的政權體制，任命齡光望繼續做省長。八月革命後，起義軍包圍了省長府，齡光望被迫投降，交出政權與印信。:727
1946年3月15日，包括齡光望在內的14名高級別被流放者在被從太原押往北𣴓途中失蹤，河內當局在收到被流放者的親屬的請願信後才知道這一事件。當地官員聲稱這些被流放者是在卡車爆胎後停放在偏僻地點時逃脫的，然而考慮到他們中的一些人年事已高，且沒有人被重新抓獲，河內官員显然對這一說辭產生了懷疑。5月，當局通知越南北部各省市：“經過仔細審查，（我們）發現許多案件中犯人並未逃跑，而是遭到了祕密處決……”

## 家庭
齡光望之子齡光園爲越南共和國中將。

## 榮譽
- 大南龍星軍官勳位[2]